# San Cesario sul Panaro
San Cesario sul Panaro ist eine italienische Gemeinde (comune) mit 6583 Einwohnern (Stand 31. Dezember 2023) in der Provinz Modena in der Emilia-Romagna. Die Gemeinde liegt etwa 11,5 Kilometer südöstlich von Modena und 25 Kilometer westnordwestlich von Bologna am Fluss Panaro.

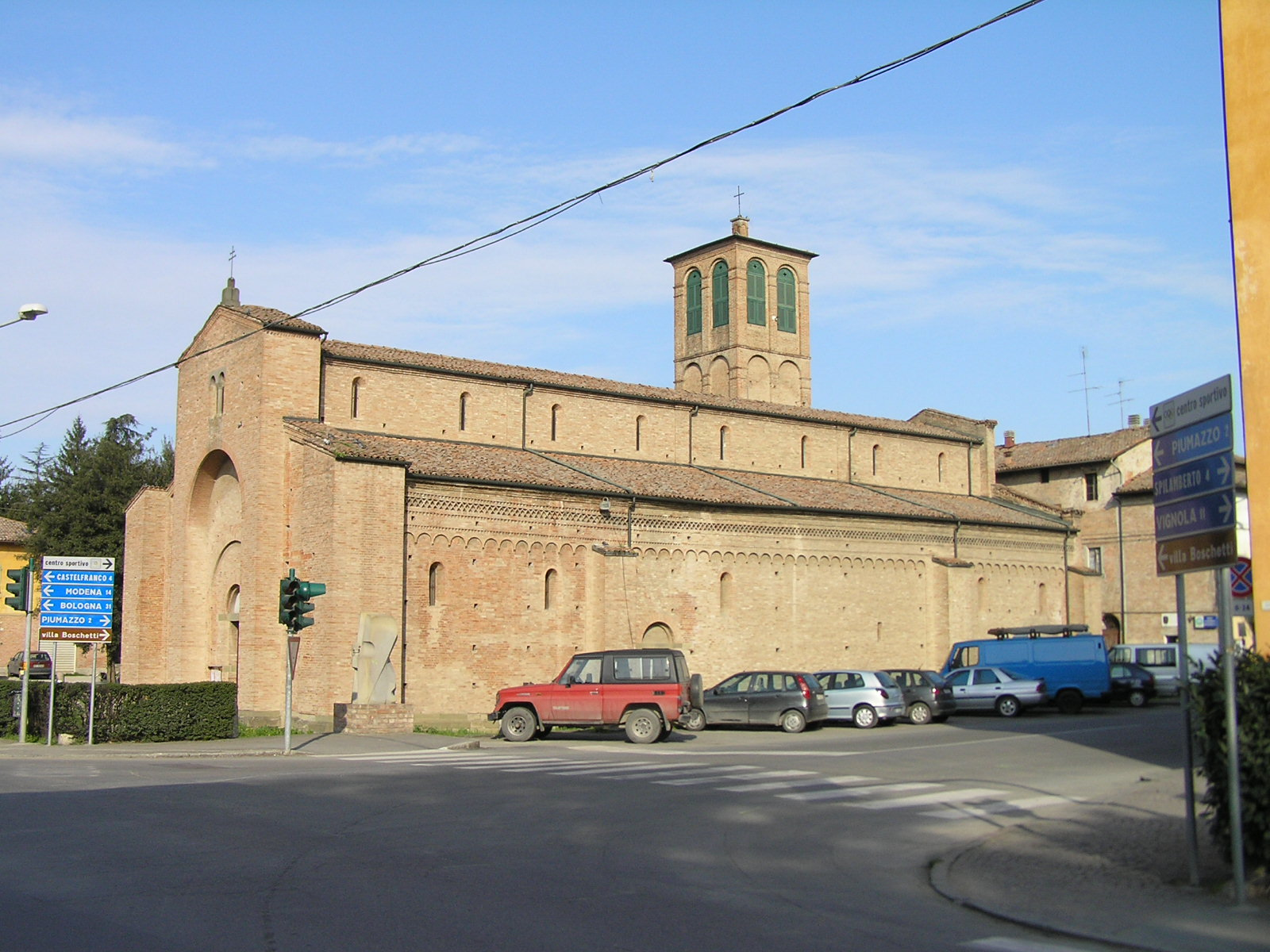
Die romanische Kirche von San Cesario

## Geschichte
Papst Hadrian III. wurde auf der Durchreise von Rom ins Ostfränkische Reich zu Kaiser Karl III. im September 885 in San Cesario sul Panaro ermordet.

## Wirtschaft und Verkehr
Durch die Gemeinde zieht sich die Autostrada A1 von Mailand nach Rom. Nördlich wird sie durch die Staatsstraße 9 begrenzt. 
Bekannt ist der Ort als Stammsitz der Firma Pagani Automobili.